# دبلوماسي (شخص)
الدبلوماسي (بالإنجليزية: Diplomats)‏ شخص تعينه دولة كمبعوث لدولة أخرى لتمثيلها ومتابعة شؤونها في المجالات المختلفة أو تمثيلها في منظمة دولية. ويتمتع هذا الشخص بحصانة دبلوماسية.

## مواضيع ذات صلة
- دبلوماسية